# Memeta Ambrosetti
Maria Antonietta „Memeta“ Ambrosetti (* 14. Dezember 1917 in Rom als Maria Antonietta Piermartini; † 25. September 1999 in Lugano) war eine Schweizer Jazzmusikerin und Autorin italienischer Herkunft.
Ambrosetti stammte aus dem römischen Adel und wurde in einem von Nonnen geleiteten Internat erzogen. Während eines Urlaubs in Riccione 1938 lernte sie Flavio Ambrosetti kennen. Das Paar heiratete 1940 und zog nach Zürich. Dort lernte sie Schlagzeug, um mit ihm zu musizieren. Bald gehörte sie zum Sextett von Flavio Ambrosetti, etwa auf der EP Swingtime in the Rockies (1943); Bruno Spoerri zufolge ist sie damit vermutlich die erste Jazzschlagzeugerin der Schweiz. 1945 hörte sie auf zu spielen, als ihr Mann vorübergehend zum Studium nach Lugano zog.
Ambrosetti zog drei gemeinsame Kinder auf, darunter ihren älteren Sohn Franco Ambrosetti, dessen Klavierunterricht sie beaufsichtigte, und arbeitete im Familienunternehmen. Später fand sie ihre Berufung in der Literatur. Unter ihrem Geburtsnamen veröffentlichte sie Bücher mit eigenen Gedichten und Erzählungen wie Ciò che resta (1971), Nella Mano dell’Uomo (1976), Sedici poesie, Tre racconti (beide 1982) und Carolina. Due racconti e ventun poesie (1986). Auf seiner CD Liquid Gardens (2006) vertonte Franco Ambrosetti zwei ihrer Gedichte.